# Leucotabanus nigriventris
Leucotabanus nigriventris är en tvåvingeart som beskrevs av Krober 1931. Leucotabanus nigriventris ingår i släktet Leucotabanus och familjen bromsar. Inga underarter finns listade i Catalogue of Life.